# Cipro
Cipro – stacja na linii A metra rzymskiego. Stacja została otwarta w 1999. W pobliżu znajdują się Muzea Watykańskie, dlatego poprzednia nazwa tej stacji to Cipro - Musei Vaticani. W 2008 roku nazwa została skrócona. Poprzednim przystankiem jest Valle Aurelia, a następnym Ottaviano - San Pietro - Musei Vaticani.